# Ike Shorunmu
Ike Ibrahim Shorunmu (Lagos, 16 ottobre 1967) è un ex calciatore nigeriano, di ruolo portiere.

## Carriera

### Giocatore

#### Club
Shorunmu ha iniziato a giocare in patria dove è rimasto fino al 1995.
Successivamente è arrivato in Europa dove ha militato per diverse squadre della massima divisione svizzera (Basilea, Zurigo e Lucerna) e di quella turca (Beşiktaş e Samsunspor).

#### Nazionale
Shorunmu fin dal 1992 è stato nel giro della Nazionale nigeriana; con essa ha partecipato come titolare ai Mondiali 2002 ed alla Coppa d'Africa 2002.

### Allenatore dei portieri
Una volta appese le scarpette al chiodo nel 2005 ha intrapreso la carriera di allenatore dei portieri: dal 2005 al 2007 per la Nazionale nigeriana e l'anno successivo per l'Enyimba International F.C..